# Prekomorske brigade NOVJ
Prekomorske brigade NOVJ so bile vojaška enota, ki so nastale kot del Narodnoosvobodilne vojske Jugoslavije (NOVJ) izven jugoslovanskega ozemlja na območju in pod nadzorstvom zahodnih zaveznikov, zlasti v Italiji po njeni osvoboditvi izpod fašizma. Skupno 5 prekomorskih brigad je tvorilo okoli 27.000 borcev, ki so bili poprej mobilizirani v tedaj razpadlo vojsko fašistične Italije, nekoliko pa tudi v oborožene sile Tretjega rajha in Kraljevine Jugoslavije, ali pa internirani v tujini. V teh enotah je padlo okoli 1000 partizanov. Poleg teg brigad je bilo ustanovljenih tudi veliko drugih enot, predvsem tankovskih, topniških, letalskih, mornariških in raznih posebnih. Skupaj se jih je v domovino vrnilo okrog 35.000.
Urjenje so sprva izvajali pripadniki britanske oz. kanadske kopenske vojske, ki so bili predvsem slovanskega porekla kot borci in tako ni bilo jezikovnih ovir. Samo poveljevanje v enotah so sprva izvajali častniki kraljeve Jugoslovanske vojske v tujini, nato so se skorajda vsi borci uprli in zahtevali priključitev k NOVJ.

## Nastanek
Prve štiri prekomorske brigade so nastale v Italiji od konca leta 1943 dalje, peta pa je bila ustanovljena v Splitu konec leta 1944. Brigade so sestavljali internirani in mobilizirani pripadniki narodov Jugoslavije, ki so se zaradi več razlogov znašli izven ozemlja Jugoslavije, zlasti v Italiji, pa tudi v Afriki in nemško okupirani Evropi.

### Prekomorske brigade v Italiji
V drugi svetovni vojni je fašistična Italija kot politične internirance v koncentracijska taborišča zaprla več kot 60.000 Slovencev (z okupiranega ozemlja današnje zahodne Slovenije) ter nekaj tisoč Hrvatov in Srbov. Država je kapitulirala septembra 1943, zaradi česar so ti interniranci prišli pod nadzor zavezniških okupacijskih oblasti. Razen teh se je v Italiji nahajalo tudi več 10.000 Slovencev in Hrvatov, ki so bili kot državljani Italije – s Primorske, iz Istre in Beneške Slovenije – mobilizirani v italijansko vojsko ter bili vključeni večinoma v kazenske delovne enote, t. i. specialne bataljone; pa tudi okoli 6000 antifašističnih Primorcev in Istranov, ki jih je Italija konfinirala v svojih ječah in posebnih taboriščih v notranjosti Italije in na otokih, kot so Tremiti, Lipari, Ustica in Ponza. Izmed vseh teh so se tisti na severu Italije prebili na Primorsko in v Istro, večji del, ki se je nahajal v srednji in južni Italiji, pa so zavezniki zbrali v več zbirnih taboriščih ter nato vse premestili v osrednje taborišče v Carbonari blizu Barija, ki je bilo pod vodstvom vojske italijanskega maršala Pietra Badoglia.
Takoj po osvoboditvi Italije, oktobra 1943, je prišla v taborišče delegacija NOVJ ter tam po dogovoru z zavezniki ustanovila svojo bazo. Zatem se je z oblastmi pogodila o samoorganizaciji taboriščnega življenja ter odpravi četniške straže, kar je omogočilo tudi ustanovitev taboriščnega komiteja Komunistične partije Jugoslavije (KPJ) ter ustanovitev 1. prekomorske brigade 20. oktobra 1943. Taboriščniki so bili novembra istega leta preseljeni v partizansko taborišče v Gravini, ki je imelo lastno poveljstvo in stražo, bilo pa je zbirna točka za jugoslovanske prekomorce, ki so semkaj prihajali v nadaljnjem letu.
Okupatorska oblast in maršal Badoglio se nista strinjala o prehodu nekdanjih pripadnikov – mobiliziranih Slovencev in Hrvatov – italijanske vojske v narodnoosvobodilno vojsko Jugoslavije, zaradi česar je večje število slednjih prebegnilo iz zbirnih taborišč na zbirne točke NOVJ v Tarantu, Neaplju, Foggi, Brindisiju in nekaterih drugih krajih ter nato v Gravino. Približno 20.000 Primorcev in Istranov, ki so bili ob osvoboditvi Italije na Sardiniji, pa ni bilo v stiku s pripadniki NOVJ, spomladi 1944 so bili premeščeni na Korziko in nato v južno Francijo, kjer so bili pridržani vse do decembra 1945.

### Prekomorske brigade v Afriki
Več tisoč Primorcev in Istranov je bilo mobiliziranih v italijansko vojsko in kot takih poslanih na italijanska okupirana ozemlja v afriški Etiopiji, Somaliji, Eritreji in Libiji. Tam so jih zajele zavezniške čete Američanov in Angležev ter zaprle v ujetniška taborišča v Keniji, Sudanu, Egiptu, Alžiriji in nekaterih drugih deželah. Od tod se jih je po invaziji na Jugoslavijo aprila 1941 množica vključila v nastajajočo jugoslovansko kraljevo vojsko v tujini. Ta pa je izgubila homogenost zaradi sporne emigracije jugoslovanske vlade ter dvolične politike generala Draže Mihailovića, tako se skoraj vsi z begom ali osebnim odločanjem do marca 1944 pridružil prekomorskim brigadam NOVJ v Italiji.
.

### Prekomorske brigade v Angliji
Nacistična Nemčija je v drugi svetovni vojni v svojo vojsko mobilizirala tudi Slovence iz okupiranih ozemelj Gorenjske, Štajerske in Koroške, od katerih pa se jih je mnogo umaknilo na stran Zaveznikov po invaziji na Normandijo junija 1944. Posamezniki in skupine so se zbirale tudi po vseh drugih koncih sveta od ZDA pa do Avstralije. 2800 izmed teh je organiziralo prekomorsko enoto že v Londonu iz katere se je nato v Gravini dopolnila z Primorci in Istrani in se nato v Splitu oblikovala v 5. prekomorsko brigado.

## Brigade
V letih 1943 in 1944 je nastalo 5 prekomorskih brigad, 1. tankovska brigada, 1. in 2. eskadrilja NOVJ in nekaj drugih artilerijskih ter specialnih enot, ki so se udeležile boja proti okupatorju v Jugoslaviji. Vse prekomorske enote je sestavljalo okoli 18.000 pripadnikov, od katerih jih je v bitki padlo več kot 1000.

### 1. prekomorska brigada
Glejte glavni članek 1. prekomorska brigada NOVJ
1. prekomorska brigada je bila ustanovljena 20. oktobra 1943 v Carbonari di Bari, štela pa je 1886 partizanov v 1. in 2. slovenskem, 3. črnogorskem in 4. hrvaškem bataljonu. Odtod se je preselila novembra 1943 v novo avtonomno taborišče v Gravini, kjer je pridobila dodatna dva bataljona.
Zavezniška vojska jo je 7. decembra 1943 premestila na dalmatinske otoke Korčula, Hvar in Vis. Tu se je iz nje razvila še 2. prekomorska brigada, ki je štela 1150 mož in 4 bataljone ter je bila nastanjena na Hvaru in Braču; preostanek prve je bil s 3 bataljoni in 1086 borci na Korčuli. Obe sta bili del obrambne linije srednjedalmatinskih otokov pod vodstvom 26. divizije NOVJ. Nemška vojska je izvedla desant na Korčulo s Pelješca ter se med 22. in 24. decembrom zapletla v spopade, zaradi katerih je 1. brigada utrpela 300 mrtvih in ranjenih, posledično se je umaknila na Vis in bila z 2. brigado združena ponovno v eno. Ta se je januarja 1944 izkrcala pri Pakoštanih in se premaknila v Drvar ter bila razvrščena v 1. in 2. proletarsko divizijo.

### 3. prekomorska brigada
Glejte glavni članek 3. prekomorska brigada NOVJ
3. prekomorska brigada je nastala 17. decembra 1943 v Gravini in je februarja 1944 štela 4 bataljone s 1880 borci, izmed katerih je bilo 1120 Slovencev, 450 Hrvatov, 150 Italijanov, 125 Črnogorcev in nekaj drugih. Iz Italije se je marca premestila na Vis. Junija 1944 se je pridružila desantom 26. divizije NOVJ na Brač, septembra na Korčulo ter Pelješac, oktobra pa na Makarsko in Split. Spomladi leta 1945 se je brigada bojevala na območju Like, Hrvaškega primorja, Reke in Ilirske Bistrice.

### 4. prekomorska brigada
Glejte glavni članek 4. prekomorska brigada NOVJ
4. prekomorsko brigado so ustanovili 7. septembra 1944, tvorilo pa jo je približno 1000 vojakov, od tega 600 Slovencev iz logističnih služb v Brindisiju, Monopoliju in Bariju. Njena naloga je bilo oskrbovanje ladij v pristaniščih zahodne italijanske obale, ki so prevažale material v Dalmacijo. V Split je bila brigada prepeljana 28. maja 1945, zatem pa je bila razpuščena v Ljubljani junija 1945.

### 5. prekomorska brigada
Glejte glavni članek 5. prekomorska brigada NOVJ
5. prekomorska brigada je bila formirana v bližini Londona 16. novembra 1944 iz okoli 2800 Slovencev, ki so bili na Gorenjskem, Štajerskem in Koroškem mobilizirani v nemško vojsko. Na zavezniško stran so ti prebegnili po začetku osvobajanja celinske Evrope začenši z Normandijo junija 1944. Decembra tega leta so zavezniške sile vojaško enoto po morju premestile v Gravino. V tem času pa je iz Gravine v Split krenila tudi večja skupina Primorcev in tam 23. decembra 1944 organizirala 5. prekomorsko brigado Ivan Turšič. Tej so se po 8. januarju 1945 pridružili partizani 5. brigade, ustanovljene v Angliji, in tako sestavili enoto, veliko 2100 mož. 5. prekomorska brigada se je pridružila 8. korpusu NOVJ v bitki za Liko, nato pa se je po 17. aprilu bojevala na Kočevskem. Razpuščena je bila 19. in 20. aprila 1945, njeni partizani pa so se vključili v 15. in 18. divizijo.

### Tankovske enote
Prva (prekomorska) tankovska brigada NOVJ je bila ustanovljena 16. julija 1944 in je imela štiri tankovske bataljone, inženirski bataljon, prištabne enote, oklepno četo (pozneje bataljon), skupaj 2003 mož ter 157 oklepnih vozil in kamionov. Del kadra 1. tankovske brigade, kakih 600 borcev, podoficirjev in oficirjev, z Vojom Radićem na čelu, je bil z letališča Bari odposlan v Kolomno v Sovjetsko zvezo, in sicer kot jedro 2. tankovske brigade NOVJ. To brigado so opremili s sovjetskimi tanki T-34 in se je pozneje bojevala na sremski fronti skupaj z enotami naše 1. armade. Udeležila se je bojev pri preboju sremske fronte pri Šidu ter bojev pri Vukovarju, Vinkovcih, Pleternici in Zagrebu. S 1. tankovsko brigado se je maja 1945 srečala v predmestju Trsta. 

### Topniške enote
Prekomorske topniške enote so se začele oblikovati 20. junija 1944, ko je iz Afrike ko prispela v tabor Gravina skupina skoraj 1000 primorskih Slovencev, razporejenih povečini v nove artilerijske enote, zlasti v protitankovski divizion. Tem je sledilo ustanavljanej protiletalskih topniških enot in minometalskih.

### Letalske enote
Prva prekomorska letalska eskadrilja je bila ustanovljena 22. aprila 1944 na letališču Benina in je imela 16 letal znamke Spitfire. Že 1. julija 1944 se je oblikovala 2. eskadrilja, ki je imela 16 letal znamke Huriccane. Eskadrilji sta operirali v sestavi britanskega letalstva, toda bojevali sta se na jugoslovanskem ozemlju od Trsta do Črne gore in od Save do Jadranskega morja. Skupaj sta izvršili 2180 bojnih poletov in 593 bojnih nalog. 
V začetku maja 1945 je prišel iz Sovjetske zveze lovski polk; sestavljali so ga naši ljudje, ki so jih bili iz domovine prek Afrike poslali na šolanje v Sovjetsko zvezo. Med njimi je bilo veliko mladincev iz Slovenije.
Po podatkih Alberta Kluna je bilo v letalstvo vključeno 2211 prekomorcev: v 1. letalski bazi 104, v 1. lovski eskadrilji 292, v 2. lovski eskadrilji 223, med letalci v raznih enotah RAF 100, v letalskem odredu NOVJ pri RAF v Alžiriji, Maison Blanche, 1235 in v Blidi 257 letalcev).

### Mornariške enote
Prvi prekomorski mornarji so se v Gravini začeli organizirati iz razsule italijanske mornarice že leta 1943.Mornarica se je ukvarjala z vsemi nalogami, kakršne ima pač vsaka mornarica. Opravljala je prevoze partizanskih enot (še zlasti enot 26. divizije, 1. tankovske brigade, artilerijske brigade 8. korpusa in pozneje 4. armade), ki so napadale sovražnikove postojanke ter osvobajale otoke in kopno; skrbela je za zavarovanje lastnih zvez in hkrati tudi sama napadala dele obale. Akcij, v katerih so sodelovali mornarji prekomorci, je bilo nešteto. Sodelovali so tudi pri osvobajanju obmorskih mest vse do Tržiča.

### Slavs company
Američani so iz posebnih bataljonov na Sardiniji odpeljali na zahodno fronto več kot 6.000 po večini primorskih in istrskih fantov in jih vključili v 7. ameriško armado, ki jo je vodil general George Patton. Ta zaradi svojih načrtov o nadaljevanju bojev proti Moskvi in tudi Beogradu Slovanom ni zaupal orožja, ampak so lahko v le zaledju oskrbovali fronto. Imenovali so jih Slavs in jih označili s črko S, torej Slovani, ne pa Slovenci ali Hrvati, kar so bili po narodnosti. Pa še to je treba povedati, da je ta njihov Slavs zvenel bolj kot slaves (sužnji) in ne kot Slovan (slovo=beseda). Po končani vojni jih niso hoteli vrniti v Jugoslavijo, ampak so jih šele jeseni predali Italiji, nato pa so iz Vidma prišli v Slovenijo.

### Druge in pomožne enote
Med temi moramo vsaj omeniti 1. »alžirski« bataljon NOVJ in dva prometna bataljona.Alžirski bataljon je bil ustanovljen po drugem plebiscitu, ki so ga zavezniki izvedli maja 1944 skoraj v vseh ujetniških taboriščih v severni Afriki, kjer so bili primorski Slovenci in istrski Hrvati. Večina je že ob prvem snidenju z zavezniki julija in avgusta 1943 na otoku Siciliji izrazila željo, da jih vključijo v vrste NOVJ in pošljejo v boj v domovino.
Nič manj niso bile pomembne tiste druge enote, ki jih ob bojnih epopejah ne omenjamo, pa skrbijo za preživetje borcev, od kuharjev do sanitetnih enot in tistih, ki skrbijo za čistočo. To je bil tudi boj z eno najhujših nadlog, z ušmi. Prekomorske enote so imele tudi svojo nogometno ekipo z imenom Hajduk, k ije večkrat igrala z zavezniškimi ekipami.

### Pevski zbor Srečka Kosovela
Svojevrstna krona prekomorskih brigad je bil njihov partizanski pevski zbor Yugoslav Choir, ki je nastal z združitvijo dveh manjših zborov, ki sta med ujetniki nastala zelo spontano. Pred odhodom v domovino so ti pevci prišli v Gravino in se junija 1944, ko je bila v taborišču Gravina pri Bariju v južni Italiji na obisku kulturniška skupina 10. ljubljanske udarne brigade, na pobudo Borisa Ziherla, Edvarda Kardelja in Rado Simoniti preimenoval v Partizanski zbor Srečko Kosovel, ki je nato pod vodstvom simonitija prepotoval kot reprezentančni zbor Jugoslovanske armada velik del Sveta.

Slovenci v prekomorskih brigadah in drugih enot so bili kasneje vključeni v 4. jugoslovansko armado in razne druge enote in so odločilno pripomogli pri osvobajanju nekaterih dalmatinskih mest (Split, Zadar, Knin...) konec leta 1944 in kasneje pri osvobajanju Trsta pa vse do Celovca.